# Verkiezingen in Luxemburg
Verkiezingen in Luxemburg worden gehouden op landelijk, gemeentelijk en Europees niveau. Het Groothertogdom Luxemburg is een liberale en representatieve democratie. De verkiezingen die in Luxemburg worden gehouden voldoen aan alle democratische spelregels.

## Landelijke verkiezingen
De verkiezingen voor de Kamer van Afgevaardigden (het nationale eenkamerparlement) zijn de belangrijkste verkiezingen in Luxemburg. Ze worden in de regel om de vijf jaar gehouden. Alle voor de wet volwassen Luxemburgers (achttien jaar en ouder) hebben algemeen kiesrecht. Bepaalde veroordeelden en geesteszieken hebben geen stemrecht. Algemeen mannenkiesrecht werd in 1918 ingevoerd, algemeen vrouwenkiesrecht werd in 1919 ingevoerd.
Luxemburg kent een meerpartijenstelsel. Politieke partijen spelen pas een rol van betekenis na de invoering van het algemeen kiesrecht in 1918. Voor die tijd zaten er vooral partijloze politici in de Kamer van Afgevaardigden. Onder hen waren zowel conservatieven als liberalen. De liberale fractie was de sterkste. Na de invoering van het algemeen kiesrecht verzwakte de positie van de liberalen in het parlement danig en hun tot dan toe dominerende rol werd overgenomen door de Parti de la Droite (rooms-katholieken) en de Lëtzebuerger Sozialistesch Arbechterpartei (sociaaldemocratisch). In 1944 werd de partijnaam van de Parti de la Droite veranderd in Chrëschtlech Sozial Vollekspartei (CSV). De PD/CSV is sinds 1918 - met uitzondering van 1925-1926 en 1974-1979 - de grootste partij in het Luxemburgse parlement. De Demokratesch Partei (DP, liberalen) en de LSAP zijn eveneens grote partijen. Kleinere partijen in het parlement zijn Déi Gréng (De Groenen) en Alternativ Demokratesch Reformpartei (Alternatieve Democratische Hervormingspartij).

### Kiesdistricten

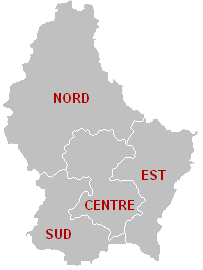
De vier kiesdistricten van Luxemburg

Luxemburg is in vier kiesdistricten opgedeeld:
- Nord
- Centre
- Est
- Sud

Het aantal afgevaardigden per kiesdistrict in de Kamer van Afgevaardigden hangt samen met de bevolkingsomvang in het kiesdistrict:
| Kiesdistrict | Bevolkingaantal in cijfers | Bevolkingaantal in % | Afgevaardigden |
| ------------ | -------------------------- | -------------------- | -------------- |
| Nord         | 70.826                     | 16%                  | 9              |
| Centre       | 151.166                    | 33%                  | 21             |
| Est          | 53.842                     | 12%                  | 7              |
| Sud          | 178.256                    | 39%                  | 23             |
| Totaal       | 454.090                    | 100%                 | 60             |

### Recentste parlementsverkiezingen
Bij de landelijke parlementsverkiezingen van 8 oktober 2023 bleef de Chrëschtlech Sozial Vollekspartei met 21 zetels de grootste partij. De tweede partij van het land, de Demokratesch Partei, ging er twee zetels op vooruit en kwam uit op een totaal van 14 zetels. De Lëtzebuerger Sozialistesch Aarbechterpartei en de Alternativ Demokratesch Reformpartei wonnen er beide één zetel bij en behaalden respectievelijk 11 en 5 zetels. Groot verlies was er voor Déi Gréng (van 9 naar 4 zetels). De linkse partij Déi Lénk behield twee zetels.

## Europese Parlementsverkiezingen
Sinds 1979 doet Luxemburg mee met de Europese Parlementsverkiezingen. Luxemburg kiest zes afgevaardigden voor het Europees Parlement, wat gezien de bevolkingsomvang van Luxemburg veel is. Verkiezingen voor het Europees Parlement worden in de regel gelijktijdig met de verkiezingen voor de Kamer van Afgevaardigden gehouden.